# DAZN Group
DAZN Group (precedentemente Perform Group) è una società globale di media sportivi, con sede nel Regno Unito, che opera su una gamma di piattaforme digitali, controllata da Access Industries.

## Storia
Creato nel settembre 2007 attraverso la fusione di due aziende: Premium TV Limited, una rete di eventi sportivi e Inform Group, un'agenzia per i diritti sportivi digitali. Le attività sono state ridenominate "Perform" nel gennaio 2008, sotto la guida dell'amministratore delegato Simon Denyer e dell'ex ad Oliver Slipper.
Nel febbraio 2011, Perform ha acquisito Goal.com. Nel 2011 e nel 2013 la società ha acquistato rispettivamente le società di dati sportivi RunningBall e Opta Sports.
Nel 2013, Perform Group ha unito le sue attività negli Stati Uniti con Sporting News per formare Sporting News Media, di cui ha il 65% del capitale. Nel novembre 2014 Access Industries ha aumentato la propria partecipazione nella società dal 42,5% al 77%.
Nell'agosto 2016 ha lanciato il servizio di video streaming online DAZN.
Nel settembre 2018 Perform ha venduto la sua divisione di statistica sportiva a Vista Equity Partners, facendo confluire Running Ball e Opta Sports in Stats Perform. Il gruppo ha poi cambiato nome in DAZN Group, dal nome del suo servizio di streaming.
Dal luglio 2020 James Rushton sostituisce Simon Denyer come amministratore delegato della società, mentre Denyer passa a un ruolo dirigenziale in Access Industries.

## Divisioni
- Goal.com
- Sporting News Media
- DAZN